# Placas de ouro

As Placas de Ouro, segundo a crença dos membros d'A Igreja de Jesus Cristo dos Santos dos Últimos Dias, são a fonte da qual Joseph Smith Jr. traduziu o Livro de Mórmon, um texto sagrado do mormonismo. Alguns relatos de pessoas que alegaram ter manuseado as placas descrevem-nas como pesando de 14 a 27 quilos, de cor dourada, compostas por páginas metálicas finas gravadas com hieróglifos em ambos os lados e unidas com três anéis em forma de D.

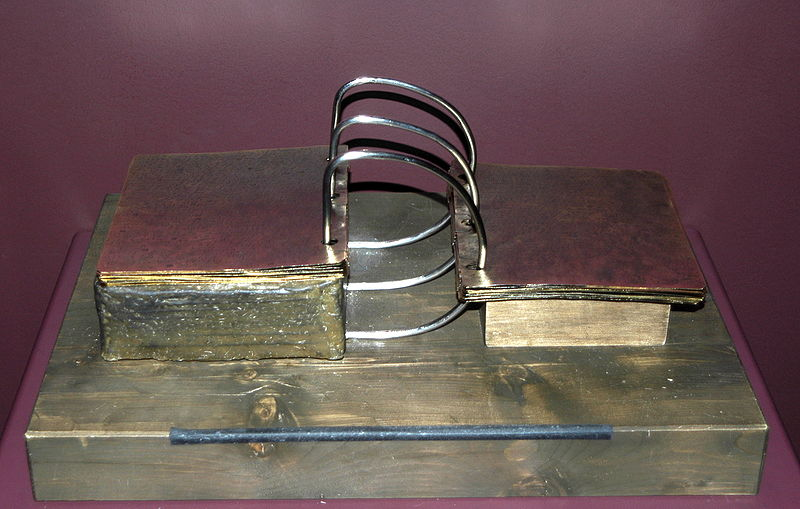
Réplica das placas de ouro em exibição em museu Mórmon na cidadew de Salt Lake City.

Smith disse que encontrou as placas em 22 de setembro de 1823 em uma colina perto de sua casa em Manchester, estado de Nova York, após um anjo ter dirigido a ele uma caixa de pedra enterrada. Em 1827, em sua quarta tentativa anual para recuperar as placas, Smith voltou para casa com um objeto pesado envolto em um vestido. Apesar de ter permitido que outros vissem a caixa, ele disse que o anjo lhe tinha proibido de mostrar as placas a alguém até que a tradução completa da placa fosse feita. Smith realizou a tradução com uma pedra vidente no fundo de um chapéu, e a publicou em 1830 como o Livro de Mórmon. [carece de fontes?]